# Jeremiah Garnett
Jeremiah Garnett (ur. 2 października 1793 w Otley, zm. 27 września 1870 w Sale) – angielski dziennikarz, aktywny w polityce Londynu i wraz ze swoim siostrzeńcem Anthonym Garentem założyciel The Guardian.

## Życiorys
Jeremiah, młodszy brat Richarda Garnetta (1789–1850) i starszy brat Thomasa Garnetta, urodził się w Otley w Yorkshire, 2 października 1793. Po ukończeniu stażu w drukarni w Barnsley dołączył do redakcji „Wheeler's Manchester Chronicle” w 1814, i z krótką przerwą pracował tam aż do 1821, kiedy dołączył do Johna Edwarda Taylora, pomagając mu stworzyć „The Manchester Guardian”. Garnett był drukarzem, managerem i jedynym reporterem w pierwszych latach istnienia czasopisma. Zebrał swoje notatki za pomocą improwizowanej formy stenografii, a następnie przygotował do druku.
Gdy gazeta zyskała na popularności, udział Garnetta w redakcji wzrósł. W styczniu 1844 po śmierci Taylora został jedynym redaktorem, a pozycję tę utrzymywał aż do przejścia na emeryturę w 1861. Jego korespondencja i porady miały wpływ na politykę, ale rzadko występował publicznie.
Po przejściu na emeryturę mieszkał w Szkocji oraz w Sale, Cheshire, gdzie zmarł 27 września 1870 roku.